# انتهای خیابان هشتم
انتهای خیابان هشتم پنجمین فیلم سینمایی علیرضا امینی و محصول سال ۱۳۸۹ است.

## خلاصه فیلم
نیلوفر دختری که به همراه نامزدش بهرام طی سه روز به آب و آتش می‌زند تا تنها برادرش را از اعدام نجات دهد، آنها قصد فراهم کردن ۱۰۰ میلیون پول را دارند در حالی که فقط ۳۰ میلیون آن را تهیه کرده‌اند، از طرفی موسی که در اصطبلی مشغول کار و مسابقات زیرزمینی است می‌خواهد مبلغی را برای کمک به نیلوفر تهیه کند و دوستش را نجات دهد، اما این تلاش شکل دیگری به خودش گرفته و منتهی به انتهای خیابان هشتم می‌شود.

## بازیگران
- حامد بهداد در نقش موسی رضایی
- ترانه علیدوستی در نقش نیلوفر رضایی
- صابر ابر در نقش بهرام
- محمدرضا غفاری در نقش امیر
- مهدی ماهانی در نقش آرش
- بیتا بیگی در نقش پریسا
- خسرو شهراز در نقش پدر نیلوفر
- احسان عیوض نژاد
- الدوز منصور
- الهه حصاری
- محمد همایون‌پور[۱]

## نمایش خانگی
علی‌رغم تبلیغات مبنی بر پخش در شبکه نمایش خانگی در مرداد ماه سال ۱۳۹۱ سایت ویدئو رسانه کشور عنوان کرد: «فیلم سینمایی انتهای خیابان هشتم شانس ورود به شبکه نمایش خانگی را از دست داد. مراجع عالی نظارتی با فرض انتشار ضمیمه نقد و بررسی اثر، فیلم را مناسب عرضه عمومی تشخیص ندادند.»
انتظار می‌رود دلیل این امر خشونت زیاد و به مزایده گذاشتن نیلوفر و خودسوزی بهرام می‌باشد، امری که در زمان اکران حساسیت‌های شدیدی را برانگیخت و سبب شد فیلم با سانسور زیاد اکران شود
هرچند این قضیه به راحتی بعدها توسط همین سایت تکذیب شد و در گزارشی آمد: در آخرین روز اداری هفته گذشته با صدور پروانه نمایش خانگی ۵ عنوان فیلم و سریال ایرانی، عملاً کار معاونت آثار سینمایی آغاز شد.
به موجب این گزارش قسمت ۳۴ سریال قهوه تلخ و فیلم‌های سینمایی؛ انتهای خیابان هشتم، نفرین و درشب عروسی مجوز انتشار در شبکه نمایش خانگی را دریافت کردند.

### صحنه‌های سانسور شده در نمایش خانگی
در انتهای فیلم بهرام خودسوزی می‌کند و پمپ بنزین را منفجر می‌کند که این صحنه به همراه صحنه رفتن نیلوفر به‌روی استیج حراج (تن‌فروشی) سانسور شد.